# Cézium-kadmium-klorid
A cézium-kadmium-klorid szintetikusan előállított kristályos vegyület, képlete CsCdCl3. Az AMX3 összetételű vegyületcsoportba tartozik, ahol A=alkálifém, M=kétértékű fém X= halogénionok. Hexagonális kristályszerkezetben kristályosodik, tércsoport {\displaystyle \mathrm {P} 6_{3}/\mathrm {mmc} \,\!}, elemi cellájának paraméterei a = 7,403 Å és c = 18,406 Å, az egyik kadmiumion D3d szimmetriájú, a másik pedig C3v szimmetriájú.
Vízben oldott sósav ekvimorláris mennyiségű cézium-klorid és kadmium-klorid reakciójával keletkezik.

## Fordítás
- Ez a szócikk részben vagy egészben  a   Caesium cadmium chloride című angol Wikipédia-szócikk fordításán alapul.  Az eredeti cikk szerkesztőit annak laptörténete sorolja fel. Ez a jelzés csupán a megfogalmazás eredetét és a szerzői jogokat jelzi, nem szolgál a cikkben szereplő információk forrásmegjelöléseként.